# Musée Bert-Flint
Le musée Bert Flint ou parfois connu sous le nom de musée Tiskiwin est situé à Marrakech près du palais de la Bahia. Ce musée est une ancienne demeure de Bert Flint, datant du début du XXe siècle, devenue un musée consacré à l'artisanat marocain depuis 1996 .

## Bert Flint

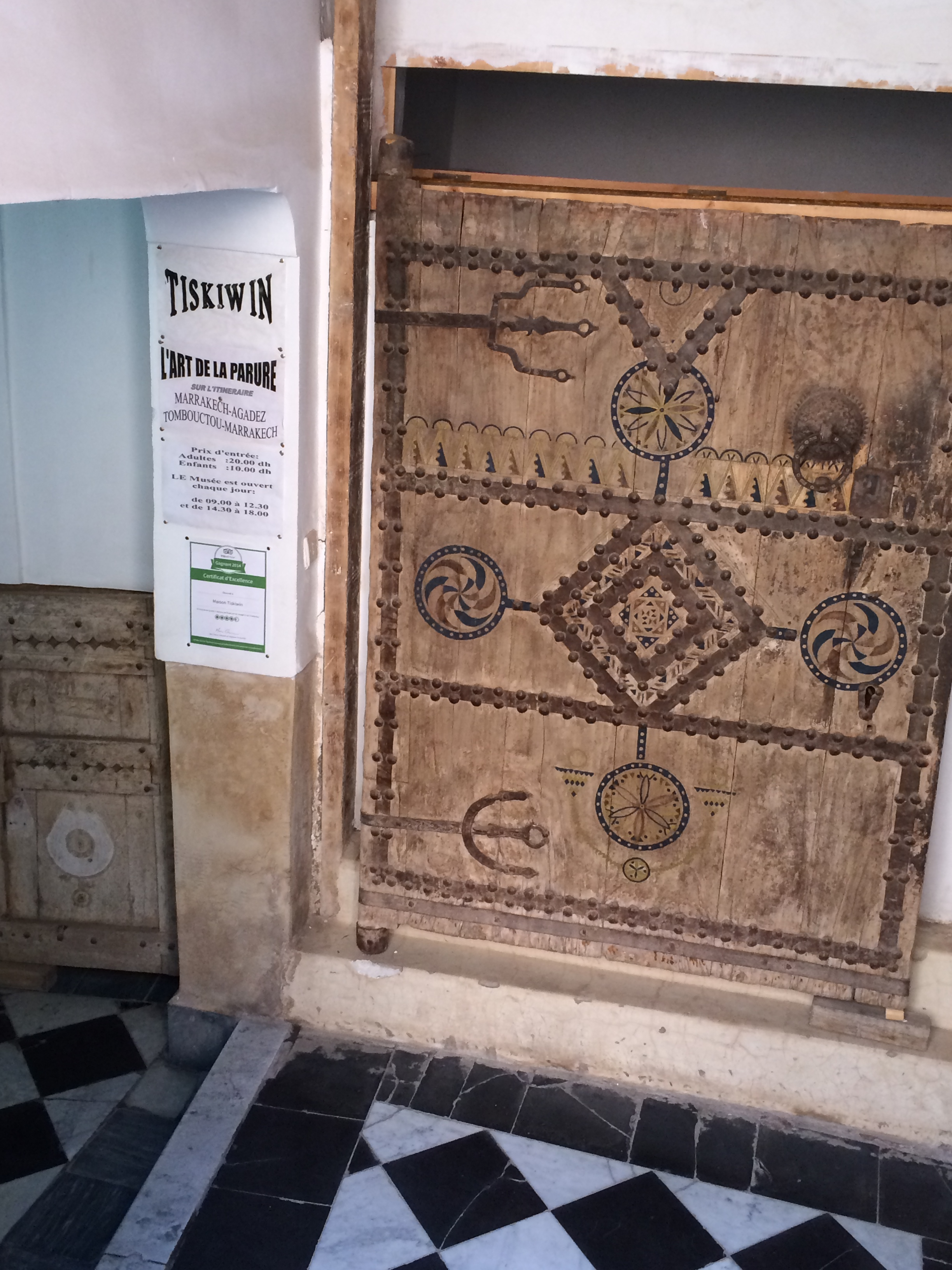
Entrée du musée dans la médina de Marrakech

Bert Flint est né à Utrecht aux Pays-Bas en 1931. Ses études d’histoire de l’art l’encourage à voyager. Il était un professeur néerlandais d'histoire de l'art et un voyageur fasciné par le Maroc et sa culture, et ce, pendant plus de 50 ans.
C'est à l'occasion d'une visite à l’Alhambra de Grenade qu'est né l'intérêt pour l’Histoire de la civilisation d’Al Andalous. Il effectue  son premier voyage au Maroc en 1954, et apprécié l’architecture et la décoration de nombreuses demeures privées dans les villes anciennes du  pays qui se rattachent à la même tradition artistique que celle de l’Alhambra.
Ses rencontres, en 1955 d’abord, à Tanger avec l’artiste peintre Mohamed Melehi et Mohammed Benaissa, fondateur du Moussem d’Asilah, et ensuite avec l'artiste-peintre Jacques Azema à Marrakech, seront décisives dans son parcours,.
Flint décide de s’installer à Marrakech dès 1957 et débute comme enseignant de langues espagnole et anglaise au Lycée Mohammed V à Marrakech.
En 1965 il entre à l’Ecole des Beaux-Arts de Casablanca où il enseignera durant deux ans. A cette époque, il constitue une collection de bijoux, tissages, bois sculptés qu'il expose en 1967 à la Coupole, à Casablanca.
Au cours des années 1960, il contribue aux revues  Souffles et Maghrebarts, traitant surtout des thèmes comme l’art traditionnel marocain et l’art rural.
Au fil de les pérégrinations à travers le Maroc -notamment les montagnes de l’Atlas- Bert Flint va progressivement se transformer en défenseur passionné de la culture rurale marocaine.
« Flint usait de tous les moyens possibles et imaginables pour aller à la recherche de nouvelles acquisitions, il était comme hypnotisé », évoque Mohamed Chabâa. Et d’ajouter : « parfois même, il se déplaçait à dos de mulet dans les endroits les plus reculés et les plus inaccessibles à la recherche de nouveaux bijoux ».
En 1996, la demeure à Marrakech du professeur Flint devient un musée privé mettant en valeur le savoir-faire marocain. Il lui donne le nom de Tiskiwin, qui est le nom d'une danse mauresque.
Bert Flint est décédé dans sa maison-musée, à l'âge de 91 ans le 1er novembre 2022,.

## Présentation du musée
La maison Tiskiwin est "la face visible de l'amour que porte l'historien d'art, Bert Flint, pour le Maroc et ses arts." Il expose dans son riad de 2 000 m2 de type hispano-mauresque, décoré dans la plus pure tradition marocaine (murs en Tadelakt, décors sculptés ou peints, zelliges traditionnels, céramiques, etc.)  sa vaste collection d'arts traditionnels et ruraux.

### Collections
Passionné des arts populaires marocains, sa collection retrace ses années de recherche, d’acquisitions, de questionnements autour des traditions et savoir-faire ; le musée est à la fois musée d’art, d’arts décoratifs, d’artisanat ou d’ethnologie.
Des objets d’une grand valeur esthétique et patrimoniale sont présentés, accompagnés de notices précises et rigoureuses permettant leur contextualisation.
La collection comprend essentiellement des éléments de la parure des différentes ethnies et peuplades qui s’établissaient le long de l’ancienne «route de l’or », sur les pistes du commerce transsaharien. L’art de la parure est le fil directeur du musée et invite à découvrir les diverses cultures que traversaient les routes commerciales et les interactions qu’il a pu y avoir entre elles, liées au transit transsaharien des croyances, des techniques, etc.
La visite s’effectue selon une gradation géographique sur le cheminement des pistes caravanières.
La collection présente des instruments de musique, des costumes, des bijoux précieux, des meubles, des tapis berbères, d'anciens ustensiles et de nombreux objets d'artisanat d'art berbère, provenant principalement de la vallée du Souss et de la région saharienne.
Au travers de ses collections, c'est l'apport africain et sub-saharien que Bert Flint a mis en exergue .

### Analyses
Au fil de ses 50  années de recherche, Flint s'est notamment attaché à analyser le symbolisme transmis par une pièce d’art et son motif décoratif, la transmission des savoirs faire, des croyances et des techniques à travers l’histoire entre les différentes entités culturelles et ethniques de la zone saharienne et péri saharienne. Il est le seul à avoir mené un tel travail de recherches ethnographique sur l’art rural du Maroc

### Documents
Un livret très complet est remis à chaque visiteur. Il permet de bien se repérer géographiquement et historiquement et est indispensable pour une bonne compréhension de la visite.

### Au Musée Saint-Laurent
Une grande partie de sa collection de tapis a été cédée à la Fondation Jardin Majorelle et est exposée dans des expositions temporaires au musée Yves Saint Laurent de Marrakech.

## Autre musée Flint
Un second musée Flins existe à Agadir où est présentée une seconde partie de la collection.